# Natação nos Jogos Olímpicos de Verão de 2024 - 200 m livre feminino
A prova dos 200 m livre feminino da natação nos Jogos Olímpicos de Verão de 2024 ocorreu em 28 e 29 de julho de 2024 na Paris La Défense Arena, em Paris. Um total de 31 nadadoras de 27 Comitês Olímpicos Nacionais (CON) participaram do evento.

## Qualificação
Cada Comitê Olímpico Nacional (CON) poderia inscrever no máximo duas nadadoras qualificadas em cada evento individual, mas somente se ambas atingissem o "tempo de qualificação olímpica" (OQT). Uma nadadora por evento poderia potencialmente entrar se atingisse o "tempo de consideração olímpica" (OCT), ou se a cota total de 852 competidores não tivesse sido atingida. Os CONs também poderiam inscrever nadadores independentemente do tempo através das vagas de universalidade, mesmo que não tenham atingindo nenhum dos tempos de inscrição padrão (OQT/OCT).
Após o fim da janela de qualificação, a World Aquatics avaliou o número de nadadores que alcançaram o OQT, o número de nadadores somente para as provas de revezamento e o número de vagas de universalidade, antes de convidar aqueles com OCT para cumprir a cota total de 852. Além disso, as vagas no OCT foram distribuídas por evento de acordo com as posições no ranking mundial durante o prazo de qualificação. Para os 200 m livre feminino, o OQT foi de 1min57s26 e o OCT de 1min57s85.

## Formato
A competição consiste em três rodadas: preliminares, semifinais e final. As nadadoras com os 16 melhores tempos nas baterias preliminares avançam às semifinais. Já as nadadoras com os 8 melhores tempos nas semifinais avançam à final. Desempates (swim-offs) são utilizados conforme necessário para quebrar os empates de avanço à próxima rodada.

## Calendário
Horário local (UTC+2)
| Data                | Horário | Fase         |
| ------------------- | ------- | ------------ |
| 28 de julho de 2024 | 12:00   | Preliminares |
| 28 de julho de 2024 | 21:50   | Semifinais   |
| 29 de julho de 2024 | 21:50   | Final        |

## Medalhistas
| Ouro   | AUS Mollie O'Callaghan |
| Prata  | AUS Ariarne Titmus     |
| Bronze | HKG Siobhán Haughey    |

## Recordes
Antes desta competição, os recordes mundiais e olímpicos da prova eram os seguintes:
| Tipo | Atleta         | Tempo   | Local    | Data                |
| ---- | -------------- | ------- | -------- | ------------------- |
|      | Ariarne Titmus | 1:52.23 | Brisbane | 12 de junho de 2024 |
|      | Ariarne Titmus | 1:53.50 | Tóquio   | 28 de julho de 2021 |

## Resultados

### Preliminares
As nadadoras com os 16 melhores tempos, independente da bateria, avançam às semifinais.
| Pos. | Bateria | Raia | Nadadora                 | CON                        | Tempo   | Notas |
| ---- | ------- | ---- | ------------------------ | -------------------------- | ------- | ----- |
| 1    | 3       | 4    | Mollie O'Callaghan       | AUS Austrália              | 1:55.79 | Q     |
| 2    | 4       | 3    | Mary-Sophie Harvey       | CAN Canadá                 | 1:56.21 | Q     |
| 3    | 4       | 4    | Ariarne Titmus           | AUS Austrália              | 1:56.23 | Q     |
| 4    | 2       | 3    | Li Bingjie               | CHN China                  | 1:56.28 | Q     |
| 5    | 2       | 4    | Siobhán Haughey          | HKG Hong Kong              | 1:56.38 | Q     |
| 6    | 2       | 5    | Claire Weinstein         | USA Estados Unidos         | 1:56.48 | Q     |
| 7    | 3       | 3    | Erika Fairweather        | NZL Nova Zelândia          | 1:56.54 | Q     |
| 8    | 2       | 6    | Maria Fernanda Costa     | BRA Brasil                 | 1:56.65 | Q     |
| 9    | 4       | 5    | Yang Junxuan             | CHN China                  | 1:56.83 | Q     |
| 10   | 3       | 5    | Barbora Seemanová        | CZE Chéquia                | 1:57.02 | Q     |
| 11   | 4       | 6    | Erin Gemmell             | USA Estados Unidos         | 1:57.23 | Q     |
| 12   | 3       | 2    | Valentine Dumont         | BEL Bélgica                | 1:57.50 | Q     |
| 13   | 2       | 2    | Lilla Minna Ábrahám      | HUN Hungria                | 1:57.77 | Q     |
| 14   | 4       | 2    | Aimee Canny              | RSA África do Sul          | 1:57.81 | Q     |
| 15   | 3       | 7    | Snæfríður Jórunnardóttir | ISL Islândia               | 1:58.32 | Q     |
| 16   | 4       | 1    | Rebecca Diaconescu       | ROU Romênia                | 1:59.29 | Q     |
| 17   | 4       | 7    | Julia Mrozinski          | GER Alemanha               | 1:59.87 |       |
| 18   | 2       | 1    | Batbayaryn Enkhkhüslen   | MGL Mongólia               | 1:59.94 |       |
| 19   | 2       | 7    | Lea Polonsky             | ISR Israel                 | 2:00.38 |       |
| 20   | 3       | 1    | María Yegres             | VEN Venezuela              | 2:00.66 |       |
| 21   | 4       | 8    | Andrea Becali            | CUB Cuba                   | 2:03.38 |       |
| 22   | 3       | 8    | Julimar Ávila            | HON Honduras               | 2:04.88 |       |
| 23   | 1       | 4    | Dhinidhi Desinghu        | IND Índia                  | 2:06.96 |       |
| 24   | 2       | 8    | Lojine Abdalla Salah     | EGY Egito                  | 2:07.19 |       |
| 25   | 1       | 5    | Ariana Dirkzwager        | LAO Laos                   | 2:07.22 |       |
| 26   | 1       | 3    | Jehanara Nabi            | PAK Paquistão              | 2:10.69 |       |
| 27   | 1       | 6    | Kaltra Meca              | ALB Albânia                | 2:12.21 |       |
| 28   | 1       | 7    | Maha Alshehhi            | UAE Emirados Árabes Unidos | 2:17.17 |       |
| 29   | 1       | 1    | Mashael Meshari A Alayed | KSA Arábia Saudita         | 2:19.61 |       |
| 30   | 1       | 2    | Duana Lama               | NEP Nepal                  | 2:20.74 |       |
| 31   | 3       | 6    | Nikolett Pádár           | HUN Hungria                | DSQ     |       |

### Semifinais
As nadadoras com os oito melhores tempos, independente da bateria, avançam à final.
| Pos. | Bateria | Raia | Nadadora                 | CON                | Tempo   | Notas |
| ---- | ------- | ---- | ------------------------ | ------------------ | ------- | ----- |
| 1    | 2       | 5    | Ariarne Titmus           | AUS Austrália      | 1:54.64 | Q     |
| 2    | 2       | 4    | Mollie O'Callaghan       | AUS Austrália      | 1:54.70 | Q     |
| 3    | 1       | 3    | Claire Weinstein         | USA Estados Unidos | 1:55.24 | Q     |
| 4    | 2       | 3    | Siobhán Haughey          | HKG Hong Kong      | 1:55.51 | Q     |
| 5    | 2       | 2    | Yang Junxuan             | CHN China          | 1:55.90 | Q     |
| 6    | 1       | 2    | Barbora Seemanová        | CZE Chéquia        | 1:56.06 | Q     |
| 7    | 2       | 6    | Erika Fairweather        | NZL Nova Zelândia  | 1:56.31 | Q     |
| 8    | 1       | 4    | Mary-Sophie Harvey       | CAN Canadá         | 1:56.37 | Q     |
| 9    | 2       | 7    | Erin Gemmell             | USA Estados Unidos | 1:56.46 |       |
| 10   | 1       | 5    | Li Bingjie               | CHN China          | 1:56.56 |       |
| 11   | 1       | 6    | Maria Fernanda Costa     | BRA Brasil         | 1:56.89 |       |
| 12   | 1       | 1    | Aimee Canny              | RSA África do Sul  | 1:57.34 |       |
| 13   | 1       | 7    | Valentine Dumont         | BEL Bélgica        | 1:57.50 |       |
| 14   | 2       | 1    | Lilla Minna Ábrahám      | HUN Hungria        | 1:57.78 |       |
| 15   | 2       | 8    | Snæfríður Jórunnardóttir | ISL Islândia       | 1:58.78 |       |
| 16   | 1       | 8    | Rebecca Diaconescu       | ROU Romênia        | 1:59.58 |       |

### Final
As três nadadoras mais rápidas na final conquistam as medalhas.
| Pos.              | Raia | Nadadora           | CON                | Tempo   | Notas            |
| ----------------- | ---- | ------------------ | ------------------ | ------- | ---------------- |
| Medalha de ouro   | 5    | Mollie O'Callaghan | AUS Austrália      | 1:53.27 | Recorde olímpico |
| Medalha de prata  | 4    | Ariarne Titmus     | AUS Austrália      | 1:53.81 |                  |
| Medalha de bronze | 6    | Siobhán Haughey    | HKG Hong Kong      | 1:54.55 |                  |
| 4                 | 8    | Mary-Sophie Harvey | CAN Canadá         | 1:55.29 |                  |
| 5                 | 2    | Yang Junxuan       | CHN China          | 1:55.38 |                  |
| 6                 | 7    | Barbora Seemanová  | CZE Chéquia        | 1:55.47 |                  |
| 7                 | 1    | Erika Fairweather  | NZL Nova Zelândia  | 1:55.59 |                  |
| 8                 | 3    | Claire Weinstein   | USA Estados Unidos | 1:56.60 |                  |

Legenda
| Recorde mundial      | Recorde mundial (World record)               |                       | Recorde africano                      | Recorde africano (African) |                                           | Q | Classificado por posição (Qualified) |
| Recorde olímpico     | Recorde olímpico (Olympic record)            | Recorde da América    | Recorde da América (Americas)         | q                          | Classificado por melhor tempo (Qualified) |   |                                      |
| Melhor marca do ano  | Melhor marca do ano (World leading)          | Recorde asiático      | Recorde asiático (Asian)              | DNS                        | Não largou (Did not start)                |   |                                      |
| Recorde nacional     | Recorde nacional (National record)           | Recorde europeu       | Recorde europeu (European)            | DNF                        | Não terminou (Did not finish)             |   |                                      |
| Recorde pessoal      | Recorde pessoal do atleta (Personal best)    | Recorde da Oceania    | Recorde da Oceania (Oceania)          | DSQ / DQ                   | Desclassificado (Disqualified)            |   |                                      |
| Recorde da temporada | Recorde da temporada do atleta (Season best) | Recorde sul-americano | Recorde sul-americano (South America) | NM                         | Sem marca (No mark)                       |   |                                      |